# There's a Place for Us
There's a Place for Us è un singolo della cantante country statunitense Carrie Underwood, pubblicato il 16 novembre 2010 dall'etichetta discografica Arista Nashville, utilizzata come colonna sonora del film Le cronache di Narnia - Il viaggio del veliero, prodotto dalla 20th Century Fox nel 2010.
Il brano è stato interpretato da diversi artisti in tutto il mondo; per la versione italiana del film, ne è stata realizzata una versione da parte del gruppo pop rock Sonohra.
Per la versione del film uscita in Regno Unito, il brano è stato inciso da Joe McElderry, dagli E.M.D. per la versione svedese, da Sergej Lazarev per la versione russa e ucraina, da Victoria S per la Germania e da Xander de Buisonje per i paesi in lingua olandese.
La versione di Carrie Underwood è stata utilizzata negli Stati Uniti, in Canada, nelle Filippine, in Australia e Nuova Zelanda.